# Жарење
Жарење (или нормализација) у науци о материјалима представља загревање металног комада на одређену температуру, држање на тој температури и контролисано хлађење на собну температуру са сврхом побољшања његових механичких, физичких или технолошких особина.
Изводи се на температури од 30 до 50 ° изнад А3 (Ацм) линије за аустенитне структуре (подеутектоидне челике), а од 30 до 50 ° изнад А1 линије (еутекдоидне линије) за перлитне структуре (надеутектоидне челике). Полазна структура је еутектоидни челик. Врши се прогревање, приликом кога карбидна структура мора да се раствори у потпуности. Добија се ситнозрна структура аустенита, јер зрно не успева да нарасте (посебно код перлитног челика). По завршетку трансформације следи хлађење на ваздуху. Оваквим хлађењем полазно зрно се задржава и добијамо структуру сорбита (фине ламеле карбидне структуре, 250 Роквелових јединица).
Суштина ове термичке обраде је да се добије ситнозрна структура са добрим особинама. Нормализација се такође изводи када хоћемо да уједначимо структуру материјала и побољшамо његове особине, али такође и после ливења. Спада у термичке обраде са фазном трансформацијом.

## Висока нормализација
Изводи се тако што се материјал загрева на 100 - 150 ° изнад А3 линије. Полазна структура је феритно-перлитна (α+Р), а при завршетку исто (α+Р) само са великим крупним зрнима.
Овом обрадом се жаре конструкциони високолегирани челици који имају велику жилавост. Код алатних челика својства тврдоће морају да се смање да би могли да се обраде. Исто тако и код жилавих материјала мора да се снизи жилавост. Ова обрада се користи за снижавање одређене особине, али самим тим се снижавају и остале, па се увек после обраде ради нормализација како би се побољшале те остале особине.